# Grandin (Dakota Północna)
Grandin – miasto w Stanach Zjednoczonych, w stanie Dakota Północna, w hrabstwie Traill.